# Мазио
Мазио (итал. Masio) — коммуна в Италии, располагается в регионе Пьемонт, в провинции Алессандрия.
Население составляет 1481 человек (2008 г.), плотность населения составляет 66 чел./км². Занимает площадь 22 км². Почтовый индекс — 15024. Телефонный код — 0131.
Покровителями коммуны почитаются святая равноапостольная Мария Магдалена, празднование 22 июля, и святой Далмаций из Педоны.

## Демография
Динамика населения:

## Известные уроженцы
- Урбано Каиро (род. 1957) ─ итальянский предприниматель, владелец и президент футбольного клуба «Торино»[1].

## Администрация коммуны
- Официальный сайт: http://www.comune.masio.al.it/